# Ronde van Gabon 2009
De Vierde Ronde van Gabon werd gehouden van 13 tot en met 18 januari 2009. Eindwinnaar werd de Fransman Matthieu Ladagnous van Française des Jeux.

## Etappe-overzicht
| Etappe | Start       | Finish      | Afstand | Winnaar             | Land                 | Leider             | Land               |
| ------ | ----------- | ----------- | ------- | ------------------- | -------------------- | ------------------ | ------------------ |
| 1      | Franceville | Akieni      | 88 km   | Matthieu Ladagnous  | Vlag van Frankrijk   | Matthieu Ladagnous | Vlag van Frankrijk |
| 2      | Mouana      | Bongoville  | 120 km  | Jevgeni Sokolov     | Vlag van Frankrijk   | Matthieu Ladagnous | Vlag van Frankrijk |
| 3      | Lekoni      | Franceville | 99 km   | James Ball          | Vlag van Zuid-Afrika | Matthieu Ladagnous | Vlag van Frankrijk |
| 4      | Oyem        | Bitam       | 96 km   | Johann Tschopp      | Vlag van Zwitserland | Matthieu Ladagnous | Vlag van Frankrijk |
| 5      | Bibasse     | Oyem        | 110 km  | Manuel Cardoso      | Vlag van Portugal    | Matthieu Ladagnous | Vlag van Frankrijk |
| 6      | Owendo      | Libreville  | 137 km  | Jawhen Hoetarovitsj | Vlag van Wit-Rusland | Matthieu Ladagnous | Vlag van Frankrijk |

## Eindklassement
| rang | renner             | land        | ploeg              | tijd        |
| ---- | ------------------ | ----------- | ------------------ | ----------- |
| 1    | Matthieu Ladagnous | Frankrijk   | Française des Jeux | 15u59'13"   |
| 2    | Filipe Cardoso     | Portugal    | Liberty Seguros    | op 4"       |
| 3    | Pierre Rolland     | Frankrijk   | Bouygues Télécom   | op 23"      |
| 4    | Jérôme Coppel      | Frankrijk   | Française des Jeux | op 51"      |
| 5    | Johann Tschopp     | Zwitserland | Bouygues Télécom   | op 1'47"    |
| 6    | Jevgeni Sokolov    | Rusland     | Bouygues Télécom   | op 2'42"    |
| 7    | James Ball         | Zuid-Afrika | House of Paint     | op 2'54"    |
| 8    | Manuel Cardoso     | Portugal    | Liberty Seguros    | op 3'00"    |
| 9    | Guillaume Le Floch | Frankrijk   | Bouygues Télécom   | op 3'11"    |
| 10   | Anthony Roux       | Frankrijk   | Française des Jeux | op 3'15"    |
| 76   | Edouard Ekomi      | Gabon       | Gabon 2            | op 1u07'18" |

## Nevenklassementen

### Puntenklassement
| rang | renner             | land        | ploeg              | punten |
| ---- | ------------------ | ----------- | ------------------ | ------ |
| 1    | Filipe Cardoso     | Portugal    | Liberty Seguros    | 132    |
| 2    | Matthieu Ladagnous | Frankrijk   | Française des Jeux | 130    |
| 3    | James Ball         | Zuid-Afrika | House of Paint     | 125    |

### Bergklassement
| rang | renner           | land        | ploeg          | punten |
| ---- | ---------------- | ----------- | -------------- | ------ |
| 1    | James Ball       | Zuid-Afrika | House of Paint | 24     |
| 2    | Mickael Robinson | Zuid-Afrika | House of Paint | 17     |
| 3    | Belgasem Ahmed   | Libië       | Libië          | 11     |

### Sprintklassement
| rang | renner             | land      | ploeg              | punten |
| ---- | ------------------ | --------- | ------------------ | ------ |
| 1    | Yohann Gène        | Frankrijk | Bouygues Télécom   | 15     |
| 2    | Matthieu Ladagnous | Frankrijk | Française des Jeux | 13     |
| 3    | Filipe Cardoso     | Portugal  | Liberty Seguros    | 7      |

### Strijdlustklassement
| rang | renner            | land         | ploeg            | punten |
| ---- | ----------------- | ------------ | ---------------- | ------ |
| 1    | Rasmane Ouedraogo | Burkina Faso | Burkina Faso     | 13     |
| 2    | Jevgeni Sokolov   | Rusland      | Bouygues Télécom | 11     |
| 3    | Yohann Gène       | Frankrijk    | Bouygues Télécom | 8      |

### Jongerenklassement
| rang (algemeen) | renner             | land      | ploeg              | tijd      |
| --------------- | ------------------ | --------- | ------------------ | --------- |
| 1 (1)           | Matthieu Ladagnous | Frankrijk | Française des Jeux | 15u59'13" |
| 2 (2)           | Filipe Cardoso     | Portugal  | Liberty Seguros    | op 4"     |
| 3 (3)           | Pierre Rolland     | Frankrijk | Bouygues Télécom   | op 23"    |

### Beste Afrikaan Klassement
| rang (algemeen) | renner          | land    | ploeg   | tijd      |
| --------------- | --------------- | ------- | ------- | --------- |
| 1 (11)          | Adil Jelloul    | Marokko | Marokko | 16u02'35" |
| 2 (15)          | Mouhcine Rhaili | Marokko | Marokko | op 7'21"  |
| 3 (16)          | Fathi Atunsi    | Libië   | Libië   | op 7'28"  |

### Ploegenklassement
| rang | ploeg              | land      | tijd      |
| ---- | ------------------ | --------- | --------- |
| 1    | Liberty Seguros    | Portugal  | 48u02'02" |
| 2    | Française des Jeux | Frankrijk | op 12"    |
| 3    | Bouygues Télécom   | Frankrijk | op 33"    |

## Klassementsleiders na elke etappe
| Etappe (winnaar)          | Algemeen klassement | Puntenklassement   | Bergklassement | Sprintklassement   | Jongerenklassement | Strijdlustklassement | Beste Afrikaan Klassement | Ploegenklassement     |
| ------------------------- | ------------------- | ------------------ | -------------- | ------------------ | ------------------ | -------------------- | ------------------------- | --------------------- |
| 1 ( Matthieu Ladagnous )  | Matthieu Ladagnous  | Matthieu Ladagnous | James Ball     | Matthieu Ladagnous | Matthieu Ladagnous |                      | Adil Jelloul              | La Française des Jeux |
| 2 ( Jevgeni Sokolov )     | Matthieu Ladagnous  | Matthieu Ladagnous | James Ball     | Matthieu Ladagnous | Matthieu Ladagnous | Rasmane Ouedraogo    | Adil Jelloul              | Liberty Seguros       |
| 3 ( James Ball )          | Matthieu Ladagnous  | Matthieu Ladagnous | James Ball     | Matthieu Ladagnous | Matthieu Ladagnous | Rasmane Ouedraogo    | Adil Jelloul              | Liberty Seguros       |
| 4 ( Johann Tschopp )      | Matthieu Ladagnous  | Matthieu Ladagnous | James Ball     | Matthieu Ladagnous | Matthieu Ladagnous | Rasmane Ouedraogo    | Adil Jelloul              | Liberty Seguros       |
| 5 ( Manuel Cardoso )      | Matthieu Ladagnous  | Matthieu Ladagnous | James Ball     | Matthieu Ladagnous | Matthieu Ladagnous | Rasmane Ouedraogo    | Adil Jelloul              | Liberty Seguros       |
| 6 ( Jawhen Hoetarovitsj ) | Matthieu Ladagnous  | Felipe Cardoso     | James Ball     | Yohann Gène        | Matthieu Ladagnous | Rasmane Ouedraogo    | Adil Jelloul              | Liberty Seguros       |

### Startlijst
| La Française des Jeux | Gabon 1 | Marokko |
| - 1. Frédéric Guesdon - 2. Jérôme Coppel - 3. Arnaud Gérard - 4. Matthieu Ladagnous - 5. Anthony Roux - 6. Jawhen Hoetarovitsj | - 11. Ephrem Ekobena - 12. Ghislain Ndong - 13. Gaël Nzoughe - 14. Sylver Dima - 15. Frédéric Obiang - 16. Lerys Moukagny                        | - 21. Adil Jelloul - 22. Mouhcine Lahsaini - 23. Mouhcine Raili - 24. Tarik Chaoufi - 25. Brahim Misbah - 26. Driss Hnini    |
| Bouygues Télécom | Rwanda | Kameroen |
| - 31. Pierre Rolland - 32. Franck Bouyer - 33. Yohann Gène - 34. Guillaume Le Floch - 35. Jevgeni Sokolov - 36. Johann Tschopp | - 41. Abraham Ruhumuriza - 42. Rafiki Uwimana - 43. Obed Ruvogera - 44. Nicodem Habiyambere - 45. Nyandwi Uwase - 46. Daniel Ngendanayo          | - 51. Joseph Sanda - 52. Martinien Tega - 53. Sadrack Teguimaha - 54. Damien Tekou - 55. Yves N'Gue Ngock - 56. Clovis Guewa |
| Liberty Seguros | Gabon 2 | Libië |
| - 61. Manuel Cardoso - 62. Filipe Cardoso - 63. Hernani Brocco - 64. Rui Sousa - 65. Antonio Jesus - 66. Isidro Nozal          | - 71. David Ndjassi Mombo - 72. Arnaud Ontsassi - 73. Edouard Ekomi - 74. Botetchiraya Djenenni - 75. Charles Anguilet - 76. Anges Ntzasi Koumba | - 81. Ali Ahmed - 82. Belgasem Ahmed - 83. Fathi Atunsi - 84. Akrem Ali - 85. Amin Alkilani - 86. Ali Mohamed                |
| House of Paint | Burkina Faso | Ivoorkust |
| - 91. Edwards Dean - 92. James Ball - 93. Jeremy Maartens - 94. Travis Allen - 95. Jason Bakke - 96. Mickael Robinson          | - 101. Seydou Tall - 102. Gueswendé Sawadogo - 103. Jérémy Ouedraogo - 104. Hamidou Yameogo - 105. Rasmane Ouedraogo - 106. Houdou Sawadogo      | - 111. Bassirou Konte - 112. Issiaka Fofana - 113. Bolodigui Ouattare - 114. Mongonlon Toure - 115. Ahmed Ouedraogo          |
| Cycling Club Bourgas | Tunesië | |
| - 121. Janek Tombak - 122. Stefan Hristov - 123. Erki Pütsep - 124. Vladimir Koev - 125. Mart Ojavee - 126. Yohan Cauquil      | - 131. Aymen Ben Hassine - 132. Ahmed Mraihi - 133. Karim Jendoubi - 134. Maher Hasnaoui - 135. Riadh Ghdamsi - 136. Jomli Haroun                | |

2006 · 2007 · 2008 · 2009 · 2010 · 2011 · 2012 · 2013 · 2014 · 2015 · 2016 · 2017 · 2018 · 2019 · 2020 · 2023